# Cihangir (Beyoğlu)
Cihangir est l'un des 45 quartiers du district de Beyoğlu à Istanbul, en Turquie. Il domine le Bosphore et fait face à la Corne d'Or.

## Histoire
Le quartier de Galata, proche de Cihangir, a été stratégiquement habité par les marchands génois et vénitiens du XIIIe – XVe siècle. À la suite de la conquête d’Istanbul par les Ottomans en 1453, le district de Beyoğlu passa aux mains des autorités ottomanes comme le reste de la ville. Les Européens restèrent dans le quartier de Beyoğlu après cette date avec implantation de nombreuses ambassades. Cihangir est peuplé depuis le milieu du XIXe siècle mais a complètement brûlé dans les années 1930. Le quartier a été reconstruit en pierre et surtout en béton ainsi que quelques maisons Art nouveau dans ces innombrables petites ruelles en pente. On y trouve un grand nombre d'antiquaires qui sont éparpillés jusqu'au quartier de Cukurcuma, qui jouxte Cihangir. Autrefois peuplé presque uniquement par des Grecs, le quartier est aujourd'hui très cosmopolite, il y a des musulmans, Arméniens, Grecs et des Levantins mêlés à une importante communauté d'étrangers, il très prisé par les Européens.

## Origine du nom

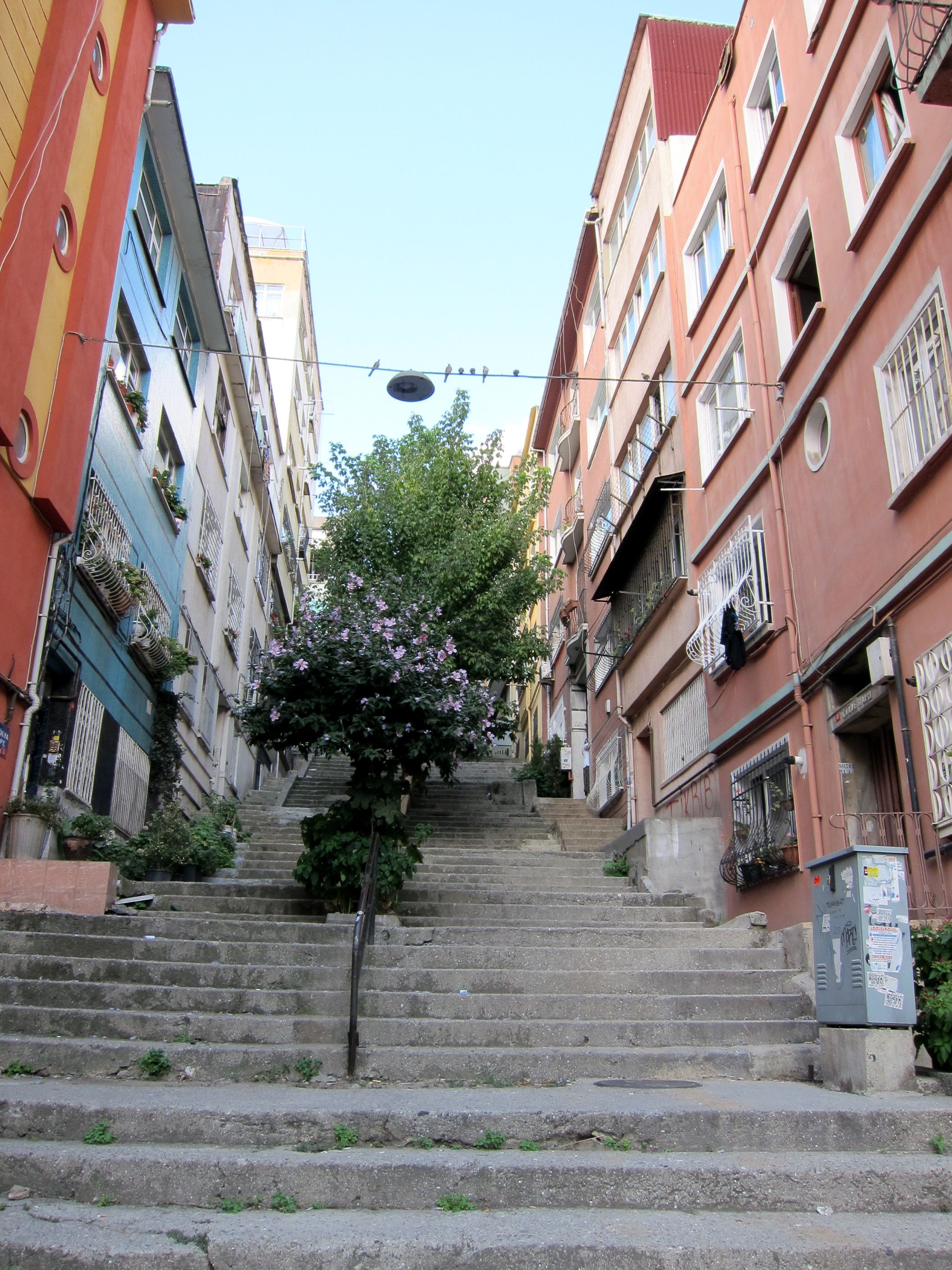

Au XVIe siècle, Soliman le Magnifique était marié à Roxelane et avait un fils, Şehzade Cihangir qui est décédé à un âge très jeune. Soliman le Magnifique ordonna alors la construction d'une mosquée qu'il nomma Cihangir en son honneur. Le quartier a repris le nom.

## Presse
En 2012, le journal britannique The Guardian inclut Cihangir dans la liste des cinq meilleurs endroits au monde pour vivre, en compagnie de la ville de Santa Cruz de Tenerife à Espagne, de la côte nord de Maui à Hawai, du district de Sankt Pauli à Hambourg, et de Portland, dans l'Oregon aux États-Unis.